# Phare de Tauvo
Le phare de Tauvo (en finnois : Tauvon majakka) est un feu situé à Tauvo un village de la  municipalité de Siikajoki dans le golfe de Botnie, en Ostrobotnie du Nord (Finlande).

## Histoire
Ce phare, construit en 1938, a été érigé sur un cap à environ 12 km au nord-est de Raahe et à une distance semblable à l'ouest de Siikajoki. Fonctionnant à l'origine au gaz d'acétylène, il a été électrifié en 1978 lors de son automatisation.
Il sécurise la navigation maritime entre l'ancien phare de Nahkiaini à Raahe et le phare de Marjaniemi.

## Description
Le phare  est une tour métallique à claire-voie de 20 mètres de haut, avec une galerie. Il porte un marquage de jour, une plaque  de couleur noire. Il émet, à une hauteur focale de 25 mètres, un éclat blanc toutes les 6 secondes. Sa portée nominale est de 11 milles nautiques (environ 20 km).
Identifiant : ARLHS : FIN067 - Amirauté : C4172 - NGA : 18444 .

## Caractéristique dufeu maritime
Fréquence : 6 secondes (W)
- Lumière : 2 secondes
- Obscurité : 4 secondes

### Lien connexe
- Liste des phares de Finlande